# 探偵物語 オリジナル・サウンドトラック
『探偵物語 オリジナル・サウンドトラック』（たんていものがたり オリジナル・サウンドトラック）は、1983年に公開された赤川次郎原作、薬師丸ひろ子主演による角川映画のサウンドトラック。同年7月16日に東芝EMIより発売された。

## 解説
薬師丸ひろ子が歌う主題歌を除き、加藤和彦が音楽を担当した。加藤はフランス映画をイメージして、短くとも心に残るメロディとそのヴァリエーションからなる音楽を作り、ラッシュ・フィルムを観ながらそれらを微妙な感情の揺れ動きの場面に当てはめていったという。

## アートワーク
アルバムは見開きジャケット。ジャケット内側には「ひろ子がスクリーンに帰って来た!!」ではじまる解説と、ストーリーを掲載。歌詞カードとは別に全8ページカラー写真入り別冊解説書が添付され、解説書には「ミステリック人間関係の図」と題された相関図を収載。また、初回特典として薬師丸のサイン入りピンナップポスターが付いた。
同時発売されたカセットには、定期入れサイズのカラー写真入り解説歌詞カードを封入。さらに初回特典として、オリジナル・ステッカーが付いた。

## 収録曲
| 全編曲: 清水信之（特記除く）。 |                                      |               |           |           |       |
| #                              | タイトル                             | 作詞          | 作曲      | 編曲      | 時間  |
| 1.                             | 「序章」                             |               | 加藤和彦  |           | 3:11  |
| 2.                             | 「愛のテーマ」                       |               | 加藤和彦  |           | 1:46  |
| 3.                             | 「すこしだけやさしく」(薬師丸ひろ子) | 松本隆        | 大瀧詠一  | 井上鑑    | 4:39  |
| 4.                             | 「ディテクティヴ・ツイスト」         |               | 加藤和彦  |           | 3:19  |
| 5.                             | 「OH BOY!」(パトリシア)              | Chris Mosdell | 加藤和彦  |           | 3:30  |
| 6.                             | 「今宵、愛が…」                      |               | 加藤和彦  |           | 3:31  |
| 合計時間:                      | 合計時間:                            | 合計時間:     | 合計時間: | 合計時間: | 19:56 |

| 全編曲: 清水信之（特記除く）。 |                             |            |           |           |       |
| #                              | タイトル                    | 作詞       | 作曲      | 編曲      | 時間  |
| 1.                             | 「探偵物語」(薬師丸ひろ子)  | 松本隆     | 大瀧詠一  | 井上鑑    | 3:55  |
| 2.                             | 「チェイス」                |            | 加藤和彦  |           | 2:13  |
| 3.                             | 「そうよ Mambo」(秋川リサ)  | 安井かずみ | 加藤和彦  |           | 3:26  |
| 4.                             | 「昼さがりの私」            |            | 加藤和彦  |           | 3:20  |
| 5.                             | 「Tan-tei ラプソディ」      |            | 加藤和彦  |           | 3:35  |
| 6.                             | 「フェアウェル:エピローグ」 |            | 加藤和彦  |           | 3:06  |
| 合計時間:                      | 合計時間:                   | 合計時間:  | 合計時間: | 合計時間: | 19:35 |

## スタッフ
- プロデュース：角川春樹
- サウンド・プロデュース：加藤和彦、清水信之
- エンジニア：大川正義
- アシスタント・エンジニア：小野政夫
- ジャケット・構成：坂東護
- 表紙撮影：小島由紀夫
- 企画・製作：角川レコード
- 協力：角川春樹事務所、にっかつスタジオセンター

## リリース履歴
| # | 発売日        | リリース              | 規格 | 品番       | 備考 |
| - | ------------- | --------------------- | ---- | ---------- | --- |
| 1 | 1983年7月16日 | EASTWORLD / 東芝EMI   | LP   | WTP-90250  | 見開きジャケット。全8ページカラー写真入り別冊解説書付き。初回特典として薬師丸ひろ子のサイン入りピンナップポスター封入。レーベルはレコード会社共通のデザインを使用。 |
| 1 | 1983年7月16日 | EASTWORLD / 東芝EMI   | CT   | ZH28-1350  | カラー写真入り解説歌詞カード（定期入れサイズ）。初回特典としてオリジナル・ステッカー付き。                                                                          |
| 1 | 1983年7月16日 | EASTWORLD / 東芝EMI   | CD   | CA35-1036  | CD同時発売。レーベルはレコード会社共通のデザインを使用（デジタル・マスタリングのロゴ入り）。                                                                        |
| 2 | 2014年6月11日 | UNIVERSAL MUSIC JAPAN | CD   | TOCT-11600 | 「永遠のサントラ999 BEST&MORE」キャンペーンの一枚。完全生産限定盤。                                                                                                 |
| 3 | 2017年3月29日 | UNIVERSAL MUSIC JAPAN | CD   | UPCY-9638  | 「サントラ1000」キャンペーンの一枚。2017年9月29日までの期間限定商品。                                                                                               |